# Байдары (Курганская область)
Байдары — село в Половинском районе Курганской области, примерно в 70 км к юго-востоку от областного центра.  Является административным центром и единственным населённым пунктом Байдарского сельсовета.

## География
Село расположено в лесостепной зоне южного Зауралья на равнинной местности. Расстояние до райцентра — 25 км. Преобладающими видами почв являются чернозёмы выщелоченные и солонцеватые. Климат резко континентальный.
Также село располагается между трёх озёр: Малое Байдарское, Большое Байдарское и Большое Буланое.
Сельское поселение граничит: на западе и северо-западе — с Сумкинским сельским поселением, на севере — с Варгашинским районом, на юге — с Половинским сельским поселением, на юго-востоке — с Васильевским сельским поселением, на западе — с Булдакским сельским поселением.

## История

### Топология
Имеются два варианта топологии: по легенде, когда-то один из местных казахских баев подарил кому-то эту местность («бай» — богач, «дар» — подарок). Ещё один вариант происхождения названия — от слова «байдара» (речное судно), которое одинаково звучит и толкуется на татарском, башкирском и русском языках, однако на данной местности не имеется крупных рек.

### История до появления русских поселенцев
Первыми поселенцами были киргизские племена, кочевавшие в этих местах.

### История после появления русских поселенцев
В начале XIX века они были выселены первыми русскими людьми (переселенцами и служилыми). В 1847 году сюда приходит большая группа переселенцев из Псковской губернии и, опасаясь обмана со стороны старожилов-сибиряков, отделилась от них в особый участок.
В 1889 году Тобольской духовной консисторией выдана храмозданная грамота на строительство в деревне Второ-Байдарской церкви во имя Покрова Пресвятой Богородицы. 4 ноября 1897 года храм освящен благочинным Курганских окружных церквей священником Иоанном Редькиным.
До революции село Байдарское было центром Байдарской волости Курганского уезда Тобольской губернии.
В документах начала XX века упоминаются два населённых пункта — Байдарская I и Байдарская II. В Списке населённых пунктов Уральской области за 1927 год указано 3 населённых пункта: Байдарская I, Байдарская II, Буланово (Поляковка). На картах 1943 года указана одна деревня Байдары.
В советское время на территории Байдарского сельсовета существовал совхоз «Родина».

## Население
| 1989 | 2002 | 2010 | 2012 | 2013 | 2014 | 2015 |
| ---- | ---- | ---- | ---- | ---- | ---- | ---- |
| 682  | ↘621 | ↘487 | ↗499 | ↘487 | ↘480 | ↘458 |
| 2016 | 2017 | 2018 | 2019 | 2020 |      |      |
| ↘443 | ↘435 | ↗442 | ↘424 | ↘414 |      |      |

По данным переписи 1926 года население составляло:
- в селе Байдары 1-е (-ское, Сибирь) проживало 879 человек, из них 871 русских, 8 украинцев
- в селе Байдары 2-е (-ское, Россия) проживало 726 человек, из них 715 русских, 4 татар
- в деревне Булановка (Полякока) проживало 402 человека, все русские.

В начале 2000-х проживало 538 человек на 180 подворьях.

## Экономика и инфраструктура
В селе действуют крестьянско-фермерские хозяйства и сельхозпредприятие ООО «Енисей», основной деятельностью которых является производство зерна. В основном население занято ведением личных подсобных хозяйств.
Работают неполная средняя школа (девятилетка), МТМ — Машинно-тракторная мастерская, Дом культуры, библиотека, фельдшерско-акушерский пункт, почтовое отделение, отделение Сбербанка, три продовольственных магазина. Существует ежедневное автобусное сообщение с районным и областным центрами. Через село проходит автодорога Байдары — Золотое — Спорное.
В четырёх километрах к западу от села проходит железная дорога. В трёх километрах к западу от села проходит автодорога Курган-Половинное.

## Устройство села
В деревне есть четыре улицы: Береговая, Восточная, Сибирская, Школьная. Самая длинная — Школьная, самая короткая — Береговая. Также есть площадь, но она не является самостоятельной улицей. На ней находятся сельская администрация, Дом культуры и продовольственный магазин. Дома́, находящиеся на ней, разделены между Сибирской и Школьной улицами.

## Природа села
Село окружают три озера: с запада — Малое Байдарское, с юго-востока — Большое Байдарское, с востока — Большое Буланово. С севера, в километре от села, располагается роща.